# Паскевич Єлизавета Олексіївна
Єлизавета Олексіївна Паскевич (ясновельможна княгиня Варшавська; до шлюбу Грибоєдова; 1791 — 30 квітня 1856) — статс-дама, графиня; кавалерственна дама ордену святої Катерини; дружина фельдмаршала графа Івана Паскевича.

## Біографія
Дочка дійсного статського радника Олексія Федоровича Грибоєдова (1769—1833) від першого шлюбу з княжною Олександрою Сергіївною Одоєвською (1767—1791). По батькові доводилась двоюрідною сестрою письменника і дипломата О. С. Грибоєдова; по матері — В. Ф. Одоєвському і була в далекій спорідненості з О. С. Пушкіним. У 1796 році овдовілий О. Ф. Грибоєдов одружився з Анастасією Семенівною Наришкіною (1777—1860), але шлюб цей був не надто вдалим.
Дитинство своє і молодість Єлизавета Олексіївна провела в Москві або в багатому маєтку батька свого Хмеліта Смоленської губернії, де був домашній театр і циганський хор. Частими гостями в садибі були Уварови, Якушкини, Шереметєви, Розумовські, Хомякови, Татіщеви, Радищеви і Нахімови. Отримала гарну домашню освіту під керівництвом француза абата Боде, англійця Адамса і вчителя малювання німця Маєра. Була талановитою віолончелісткою і її виступи в будинку батька збирали всю музичну Москву, де Грибоєдови жили відкрито і вміло розважали все місто.
У січні 1817 року стала дружиною 35-річного генерал-лейтенанта Івана Федоровича Паскевича і принесла йому в придане великий статок (близько 1 500 душ селян у Смоленській губернії). Вінчання відбулося в Казанському храмі в маєтку Хмеліта за присутності всього місцевого генералітету. Після весілля подружжя жило в Смоленську, де Паскевич командував дивізією, але вже влітку він отримав рескрипт супроводжувати великого князя Михайла Павловича в його подорожі по Росії і по Європі, яка тривала понад два роки. Єлизавета Олексіївна залишалася в Москві і жила в батька.
У наступні роки вона майже не розлучалася з чоловіком і супроводжувала його у всіх його службових призначеннях. Жила з ним у Вільні, в Тифлісі і у Варшаві, розділяючи з чоловіком його піднесення і почесті. В грудні 1823 року як виняток при заручинах великого князя Михайла Павловича була нагороджена орденом святої Катерини меншого хреста. 16 червня 1829 року, була пожалувана статс-дамою і, нарешті, 25 травня 1846 року отримала орден св. Катерини першого ступеня. Імператор Микола I свої листи до Паскевича частенько закінчував словами: «цілую ручки княгині».
Графиня Паскевич, як відзначали сучасники, була «висока і повна брюнетка, зовні некрасива, з різкими рисами обличчя, але з гарними виразними очима, в її манерах було неабияке благородство і врівноваженість». В товаристві її вважали зарозумілою і знаходили дамою владною та норовливою, яка здійснювала великий вплив на чоловіка. За словами О. С. Павліщевої у період намісництва Паскевича в Царстві Польському «її світлість Єлизавета Олексіївна була там ні більше ні менше як її величність Олександра Федорівна в Петербурзі». Причому у своєму салоні з польськими дамами вона була груба, а між тим в будуарі розповідала графині Ржевуській, такі таємниці, які шкодили Російській імперії.
Шлюб її був вдалим, вона щиро любила свого чоловіка і ненадовго пережила його. Померла в Берліні 30 квітня 1856 року від запалення легенів, на руках сина і дочки Лобанова-Ростовського. Була похована поряд із чоловіком у селі Іванівському (колишньому Дембліні). У 1889 році їх останки були перепоховані в сімейній усипальниці князів Паскевичів, збудованій сином в Гомелі.

## Діти
- Михайло (нар.. і пом.. 1817), похований в усипальниці в маєтку Хмеліта.
- Олександра (1821-05.06.1844[15]), фрейліна двору (10.09.1828), у червні 1838 року у Варшаві стала дружиною Петра Олександровича Балашова (13.01.1811—30.01.1845), флігель-ад'ютанта Паскевича. Шлюб відбувся проти волі її батьків, бо наречений хворів на чахотку, і ця хвороба незабаром передалася дружині. Обоє померли зовсім молодими. Олександра Іванівна померла в Римі і була похована на кладовищі Тестачо. 25 серпня 1845 року її тіло разом з прахом чоловіка було відправлено в Санкт-Петербург. Нині подружжя покояться в церкві села Покровського, званого Шапки, Шліссельбургського повіту. У них були сини — Микола, Михайло, Іван.
- Анастасія (1822—1892), фрейліна двору (1837), з 22 лютого 1850 року дружина флігель-ад'ютанта князя М. Б. Лобанова-Ростовського (1819—1858) (старший брат майбутнього міністра закордонних справ); їхня дочка Марія одружена з єгермейстером В. В. Скарятіним.
- Ганна (1822-18.11.1901[16]), близнючка, фрейліна двору (1837), дружина генерал-майора князя М. Д. Волконського (1811—1875). Шлюб її був невдалим. Жила постійно в Парижі далеко від чоловіка і доньки, де нею був серйозно захоплений барон Шарль Де-Бер. Померла від запалення легенів, похована на кладовищі Пер-Лашез. Але потім перепоховали, згідно із заповітом, поруч з батьками в гомельській фамільній каплиці-усипальниці. Її дочка Єлизавета (1843—1921), стала дружиною князя Анатоля Куракіна (1845—1936).
- Федір (1823—1903), генерал-лейтенант, єдиний спадкоємець, шлюб з графинею Іриною Воронцовою-Дашковою, дітей не було.

Діти
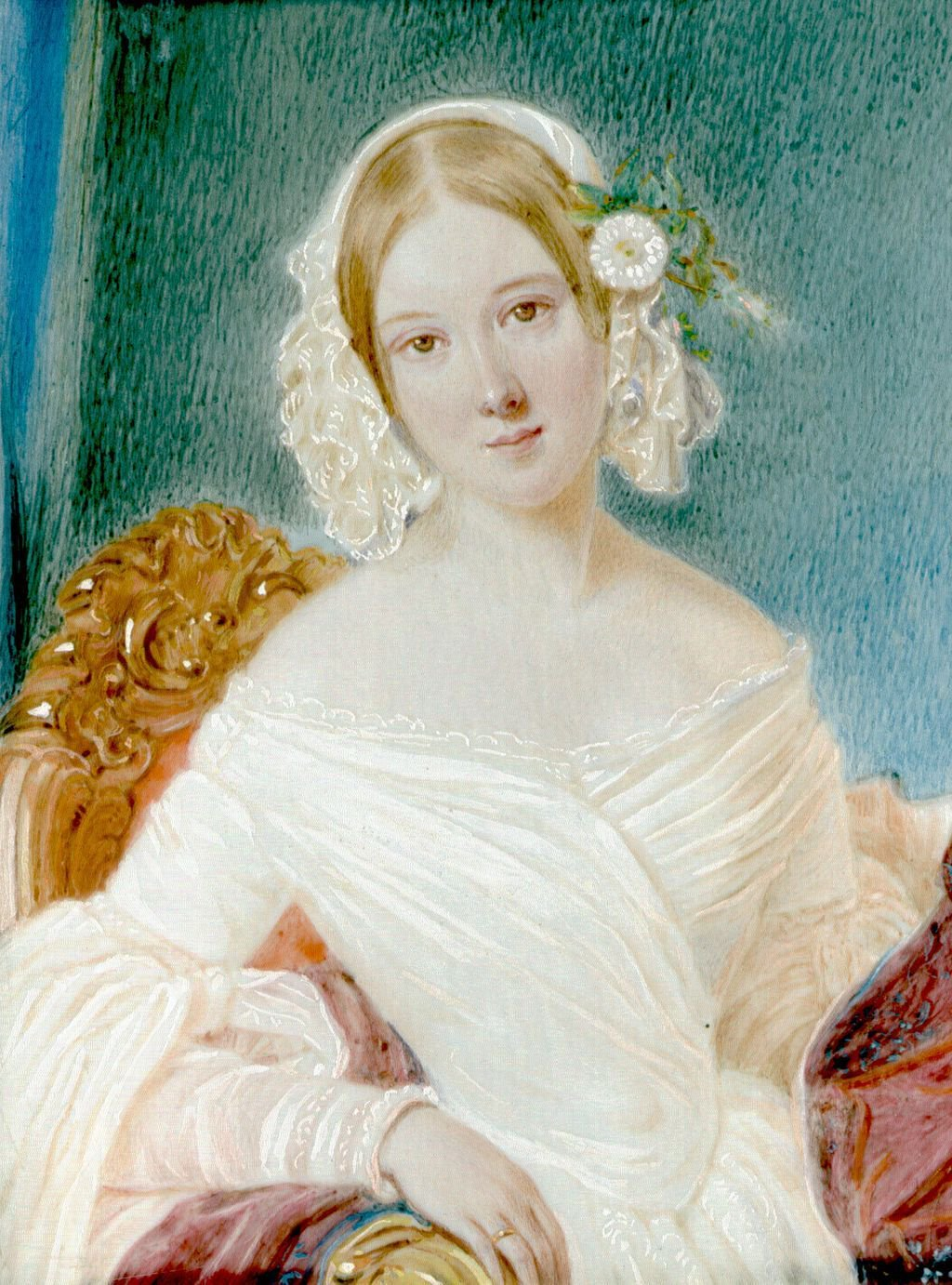
Олександра
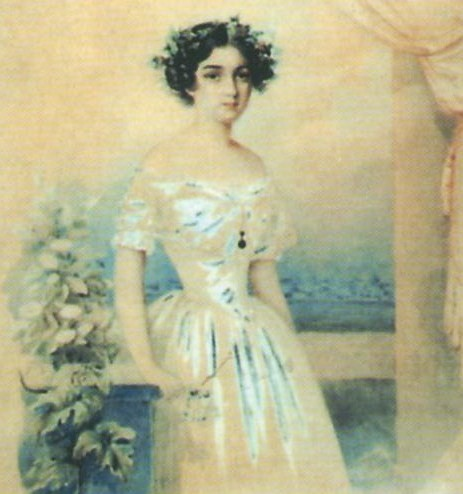
Анастасія
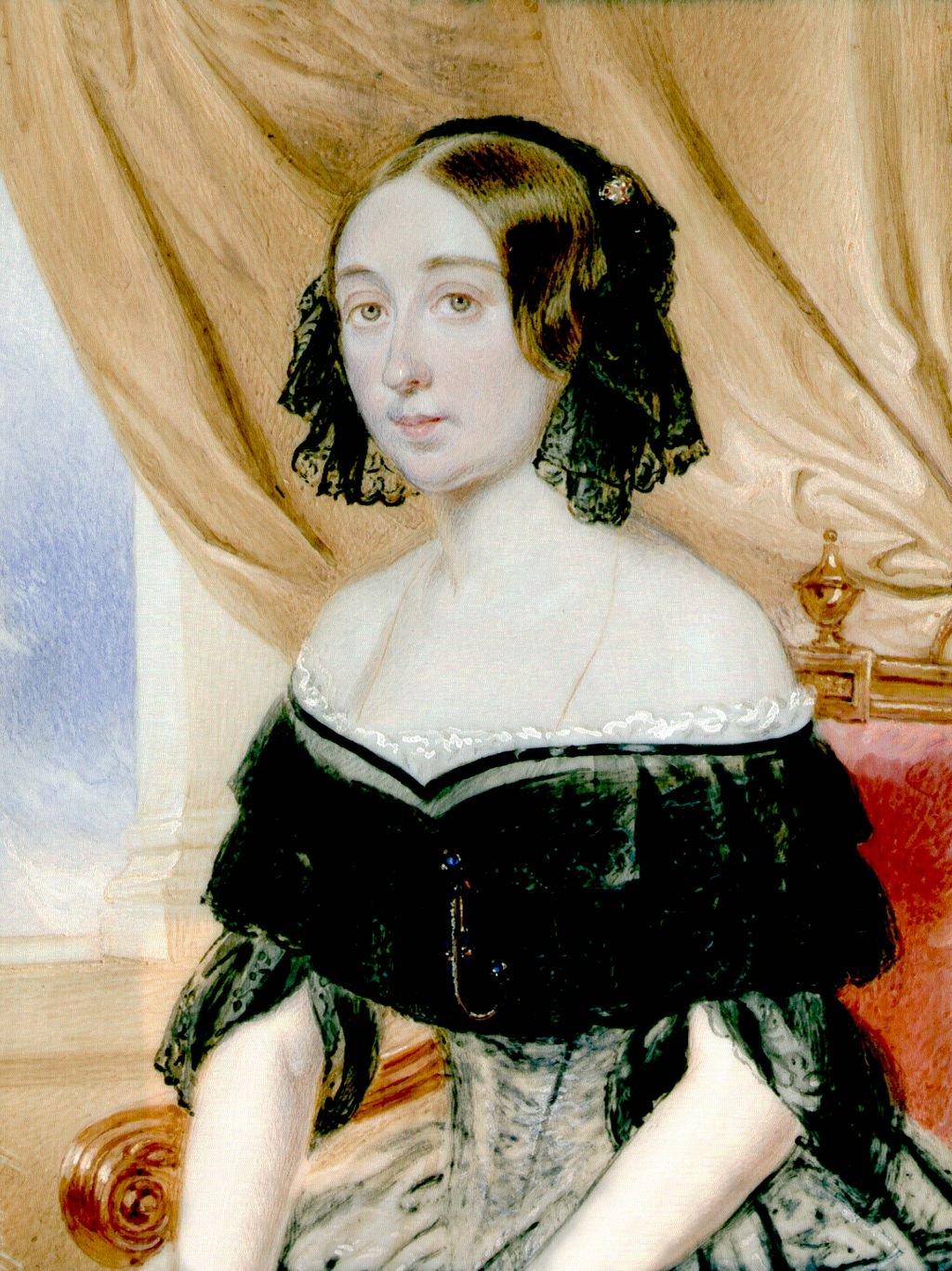
Анна
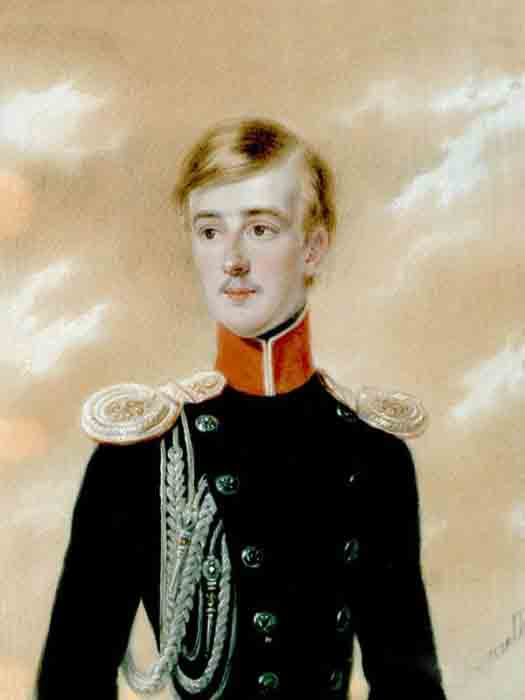
Федір